# Philogenia strigilis
Philogenia strigilis là loài chuồn chuồn trong họ Megapodagrionidae. Loài này được Donnelly mô tả khoa học đầu tiên năm 1989.